# Jernej Javornik
Jernej Javornik, slovenski nogometaš in trener, * 9. maj 1975, Slovenj Gradec.
Javornik je nekdanji profesionalni nogometaš, ki je igral na položaju vezista. V svoji karieri je igral za slovenske klube Rudar Velenje, Šmartno 1928 in Ihan, izraelsko Bnei Yehudo, avstrijska LASK Linz in Flavio Solva, poljski Zagłębie Lubin in ciprski AEL Limassol. Skupno je v prvi slovenski ligi odigral 176 tekem in dosegel 20 golov. Med letoma 1995 in 1997 je odigral devet tekem za slovensko reprezentanco do 21 let. Ob koncu kariere je deloval pri Ihanu kot igralec-trener, za tem je treniral še Dob in Rudar Velenje.